# Sophie Löwe
Sophie Löwe (Oldenburg (Oldenburg), 24 marzo 1815 – Pest, 29 novembre 1866) è stata un soprano tedesco.

## Biografia
Johanna Sophie Christiane Löwe studiò a Vienna dal 1831 con Giuseppe Ciccimarra.
Il 26 dicembre 1841 fu la protagonista della prima assoluta di Maria Padilla diretta da Eugenio Cavallini con Domenico Donzelli e Luigia Abbadia al Teatro alla Scala di Milano.
Nel 1842 interpretò Delizia in Corrado d'Altamura di Federico Ricci (compositore) con Lorenzo Salvi e Filippo Colini al Teatro Regio di Torino, Margarita in Adolfo di Werbel di Giovanni Pacini con Gaetano Fraschini, Coletti e Michele Benedetti (basso) al Teatro San Carlo di Napoli ed Abigaille in Nabucco al Teatro La Fenice di Venezia.
Nel 1843 a Venezia cantò Linda di Chamounix, Giselda ne I Lombardi alla prima crociata con Antonio Superchi, la protagonista di Beatrice di Tenda (dramma) e Maria Padilla.
Nel 1844 a Venezia fu la protagonista di Lucrezia Borgia (opera) ed Elvira nella prima assoluta di Ernani con Carlo Guasco, Superchi ed Antonio Selva ed al Teatro Comunale di Bologna con Felice Varesi Maria di Rohan, Elvira in Ernani ed Eustorgia in Eustorgia da Romano (Lucrezia Borgia).
Nel 1845 a Venezia fu la protagonista di Giovanna d'Arco (opera) con Guasco.
Nel 1846 a Venezia fu la protagonista di Adelia (opera) con Guasco ed Ignazio Marini ed Odabella nella prima assoluta di Attila (opera) con Marini e Guasco, al Teatro Ducale di Parma Giselda ne I Lombardi alla prima Crociata ed Abigaille in Nabucco ed al Teatro degli Avvalorati di Livorno Odabella in Attila.
Nel 1848 sposò il quarto figlio del principe Giovanni I Giuseppe del Liechtenstein e si ritirò dalla scena.